# غذاء طبي
الأغذية الطبية هي أغذية أعدت خصيصًا من أجل إدارة الحمية الغذائية للمرض الذي لديه احتياجات غذائية مميزة التي لا يمكن تلبيتها بنظام غذائي طبيعي وحده. في الولايات المتحدة، تم تعريف تلك الأغذية الطبية في تعديلات قانون أدوية اليتيم عام 1988  التي اصدرته إدارة الغذاء والدواء خاضعة للقانون الفدرالي الأمريكي للغذاء والدواء ومواد التجميل. في أوروبا، شكلت الهيئة الأوروبية لسلامة الغذائية تعاريف ل«أغذية من أجل أغراض طبية خاصة»(FSMPS) في عام 2015.

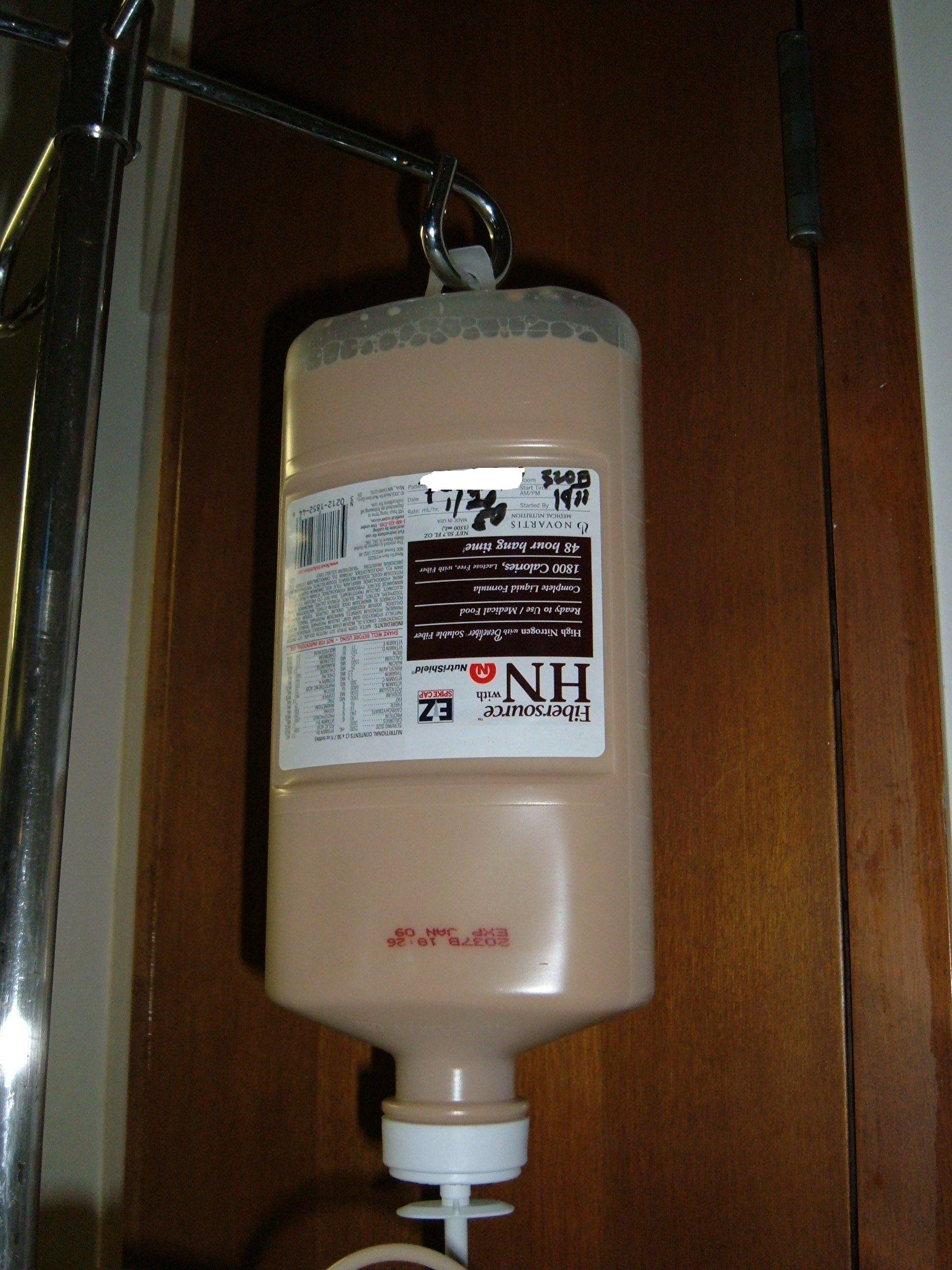
نوفارتيس فايبرسورس إتش إن الغذاء الطبي المعلق على عمود المحلول الوريدي.

وتختلف الأغذية الطبية عن التصنيف الأوسع للأغذية المستخدمة في أنظمة الحمية الخاصة والأطعمة التقليدية التي تستوفي متطلبات الصحة. ولوصف المنتج بأنه غذاء طبي، يجب على الأقل:
- تناوله عن طريق الفم أو عن طريق التغذية بالأنبوب (أنبوب أنفي مَعِدِي)
- تصنيفه ضمن أغذية إدارة الحمية لاضطراب طبي أو مرض طبي أو حالة طبية خاصة لها متطلبات غذائية معينة.
- استخدامه تحت إشراف طبي.

يمكن تصنيف الأغذية الطبية في الفئات التالية:
- وصفات تغذية كاملة
- وصفات تغذية غير كاملة
- وصفات للاضطرابات الأيضية
- منتجات الإمهاء الفموي

## التعاريف
تختلف الأغذية الطبية التي تسمى ب«أغذية من أجل أغراض طبية» في أوروبا عن الفئة التغذية الأوسع من أجل استخدامات خاصة تابعة لحمية غذائية، وعن الأغذية التقليدية التي تتحمل الإدعاء الصحي، وعن مكملات الحمية الغذائية. من أجل أن يعتبر الغذاء غذاء طبي، يجب أن يكون المنتج، كحد أدنى:
- يكون غذاء للابتلاع عن طريق الفم أو أنبوب الإطعام (أنبوب أنفي معدي)
- يكون مصنفًا لإدارة الحمية الغذائية في اضطراب، مرض، أو حالة مرضية محددة التي لديها متطلبات غذائية مميزة.
- يُنوى لاستخدام تحت إشراف طبي.

تُصنف الأغذية الطبية إلى الفئات التالية:
- طعام كاملة التغذية.
- طعام غير كاملة التغذية.
- طعام الاضطرابات الأيضية.
- منتجات معالجة الجفاف عن طريق الفم.

## أمثلة

### حالات الحساسية
قد تحتوي الأغذية الطبية المخصصة من أجل حالات الحساسية على كلٍ من حمض اللينولينيك الغامي (GLA)، وهو عبارة عن سلسلة قصيرة من الأحماض الدهنية أوميجا 6 الناتجة بشكل أساسي من نبات لسان الثور، وحمض إيكوسابنتانويك (EPA) وهو حمض أوميجا 3 متعدد غير مشبع مأخوذ من الأسماك. وتساعد هذه الأحمض الدهنية على منع إنتاج الليكوتريانس في النظام. ولا يمكن الحصول من الحمية العادية على الكميات الكافية من حمض اللينولينيك الغامي وحمض إيكوسابنتانويك اللازمين لتقليل الليكوتريانس. والليكوتريانس عبارة عن جزيئات مسببة للالتهاب تنتُج من خلايا المناع (خلايا الدم البيضاء والخلايا القاعدية والخلايا البدينة وخلايا البُلعم والخلايا الحمضية) في الجسم. وتشترك هذه الخلايا في الاستجابة الالتهابية، وتقوم بعمليات تضييق مخارج الهواء وزيادة إنتاج المخاط وتورّم الأنسجة عند حدوث كلٍ من الحساسية أو الأرجية والربو. وللتحكم في أعراض الحساسية، تظهر الأبحاث أنها تمنع إنتاج الليكوتريانس في الجسم.

### السُّكّري
تحتوي الأغذية الطبية اللازمة لعلاج السُّكّري بشكلٍ عام على نشوياتٍ بطيئة الهضم مما يساعد على تقليل أعلى فترات استهلاك السكر في الدم. فالمحافظة على مستويات السكر المُثلى في الدم (تجنب الارتفاعات والانخفاضات) تساعد مع مرور الوقت على تقليل مضاعفات مرض السُّكّري.

### ضعف الجهاز الهضمي
تحتوي الأغذية الطبية اللازمة للمرضى المصابين بضعف الجهاز الهضمي على أحماضٍ أمينيةٍ في أبسط صورةٍ يمكن هضمها (أولية) للمساعدة في حالات صعوبة امتصاص التغذية الناتجة عن مرض هضمي أو سوء الامتصاص أو حساسية غذائية حادة أو أية حالات أخرى يكون فيها الجهاز الهضمي في خطر شديد.

### الضغط الأيضي
توفر الأغذية الطبية لمرضى الضغط الأيضي حمض جلوتامين المكمل لتنشيط الجهاز الهضمي وإعادة الجلوتامين إلى المريض وهو في حالة من الضغط والتقويض.

## التنظيم القانوني
تُشرف إدارة الأغذية والأدوية الأمريكية على الأغذية الطبية وفقًا للوائح قانون مستحضرات التجميل والغذاء والأدوية. 21 قانون اللوائح الفيدرالية 101.9(ط).

## وصلات خارجية
- Medical Foods Compliance Program Guidance Manual
- US Food and Drug Administration's Guidance for Industry: Frequently Asked Questions about Medical Foods May 2007
- FDA Presentation dated March 2012 on Regulation of Medical Foods